# Creixen silvestre
El creixen silvestre (Rorippa sylvestris) és una espècie de planta que habita en zones ermes i riberes fluvials arreu d'Europa. A Catalunya ha estat detectat des del Rosselló fins al Vallès. Actua com a espècie invasora als Estats Units.
És una planta erecta gairebé glabra, perenne 20-50 cm, amb tiges reptants extenses a la base. Les fulles són pinnades o molt dividides, amb lòbuls dentats ovals o lanceolats. Les flors són grogues, 7-8 mm diàmetre, en inflorescències curtes i laxes. Els pètals són ovats, i mesuren el doble de llarg que els sèpals. El fruit és una beina lineal, 5-18 mm. Floreix des de final de primavera i durant l'estiu. Prefereix sols xops nitrificats.